# Melampsora epitea
Melampsora epitea är en svampart. Melampsora epitea ingår i släktet Melampsora och familjen Melampsoraceae. Svampen infekterar flera videarter. Honväxter av korgvide (Salix viminalis) infekteras allvarligare än hanväxter.

## Underarter
Arten delas in i följande underarter:
- reticulatae
- epitea
- ribesii-purpureae